# 吉良敬三
吉良 敬三（きら けいぞう、1945年4月1日 - ）は、日本の映像作家、アニメーター。香川県観音寺市出身。
アニメーション制作会社、株式会社スリー・ディ代表。「きらけいぞう」名義で活動することもある。

## 来歴
1968年、多摩美術大学日本画科卒業後、鈴木伸一、石ノ森章太郎、藤子不二雄、赤塚不二夫らが設立したアニメーション制作会社「スタジオ・ゼロ」に入社。
1970年12月に解散が決まり、一旦はフリーとなるが、翌1971年10月、赤塚にスカウトされるかたちでフジオ・プロのグループ企業「不二アートフィルム」の設立に参加。
コマーシャルやNHKの音楽番組『みんなのうた』や『おかあさんといっしょ』、フジテレビの『ひらけ!ポンキッキ』などのための実験的アニメーションやキャラクターデザインに携わる。
1981年、フジオ・プロから円満独立し「株式会社スリー・ディ」を設立。その後もNHKの幼児向け番組や教育番組などに向けた作品制作に関わっている。

## 作品一覧

### みんなのうた
- ◆は、5分間1曲枠の楽曲（ロングのうた）。
- 1.待ちわびブルース / 麻田浩（1972年6月・7月放送）
- 2.みかん山で / ヤング101、温碧蓮、高野美千代（1972年12月・1973年1月放送）
- 3.ヒーハイホー / 上條恒彦、東京放送児童合唱団（1973年10月・11月放送）
- 4.デンデン虫のデン子さん / デューク・エイセス（1974年2月・3月放送）
- 5.おねえちゃん / 小室等（1978年2月・3月放送）
- 6.コラソンDEデート / OPA、石崎はるこ（1980年8月・9月放送）
- 7.ちいさい秋みつけた / ボニージャックス（1982年10月・11月放送）
- 8.おにいちゃんになっちゃった / 若松朋、東京放送児童合唱団（1984年2月・3月放送）
- 9.ひいふうガラス窓 / 千昌夫（1984年10月・11月放送）
- 10.あっ そうか! / 玉井邦彦、泉朱子（1986年4月・5月放送）
- 11.勇気をだして / 吉幾三（1987年4月・5月放送）
- 12.JOY 〜よろこびの国〜 / 早見優（1988年4月・5月放送）
- 13.教室大笑い / 一城みゆ希、杉並児童合唱団（1989年10月・11月放送）
- 14.ただ今 しあわせ / 中井貴一（1990年4月・5月放送）
- 15.先生は走る / 友竹正則、東京放送児童合唱団（1990年12月・1991年1月放送）
- 16.そんなぼくがすき / たま（1991年12月・1992年1月放送）
- 17.あした / 倍賞千恵子（1992年2月・3月放送）
- 18.感謝状 / 佐田玲子（1993年2月・3月放送）
- 19.きっとしあわせ / しゅうさえこ（1993年12月・1994年1月放送）
- 20.料理記念日 / ル・クプル（1994年12月・1995年1月放送）
- 21.いつもの笑顔で / しゅうさえこ（1995年4月・5月放送）
- 22.小さな木の実 / 蒲原史子（1995年10月・11月放送）
- 23.さとうきび畑 / 森山良子（1997年8月・9月放送）◆
- 24.ひとつのドア / こむろゆい（1999年2月・3月放送）
- 25.花になる / 夏川りみ（2000年10月・11月放送）◆[1]
- 26.ここでまた会おう / 亀渕友香&The Voices of Japan（2001年2月・3月放送）◆
- 27.リセット / あずままどか（2003年2月・3月放送）
- 28.心の海 / アジナイホール（2003年4月・5月放送）◆
- 29.やさしい風 / チキンガーリックステーキ（2003年6月・7月放送）
- 30.うちゅうひこうしのうた / 坂本真綾（2003年12月・2004年1月放送）
- 31.がんばらんば / さだまさし（2006年4月・5月放送）
- 32.遠い恋の物語 / 冨永裕輔（2008年12月・2009年1月放送）
- 33.コイシテイルカ / さかなクン、小ざかな合唱団（2009年4月・5月放送）◆
- 34.しあわせの時計 / ハル&チッチ歌族、石巻市立雄勝小学校のみんな（2012年2月・3月放送）
- 35.おいら歌舞伎のぬらりんひょん / ひまわり屋（2014年4月・5月放送）
- 36.Family / ORANGE RANGE（2018年10月・11月放送）

### その他
- 芋たこなんきん・オープニング（NHK朝の連続テレビ小説 2006年10月2日～2007年3月31日）
- 解体新ショー（NHK 番組キャラクター・リカオとリカコ）

ほか多数

## 監督作品
- しばわんこの和のこころ
- 伝染るんです（OVA・1992年）
- なぜ? どうして? がおがおぶーっ!